# Лысково (Смоленская область)
Лысково — деревня в Краснинском районе Смоленской области России. Входит в состав Мерлинского сельского поселения. Население — 14 жителей (2007 год).
Расположена в западной части области в 10 км к северо-востоку от Красного, в 1 км южнее автодороги Р135 (Смоленск — Красный — Гусино), на берегу реки Ветесна. В 16 км северо-западнее деревни расположена железнодорожная станция Велино на линии Москва — Минск.

## История
В годы Великой Отечественной войны деревня была оккупирована гитлеровскими войсками в июле 1941 года, освобождена в сентябре 1943 года.